# Михалюк Євген Леонідович
Михалюк Євген Леонідович (13 квітня 1947 р.) — український науковець, доктор медичних наук, професор. Завідувач кафедри фізичної реабілітації, спортивної медицини, фізичного виховання і здоров'я Запорізького державного медичного університету.
Сфера наукових інтересів:
Спортивна кардіологія, стан вегетативної нервової системи, фізична працездатність та гендерні відмінності у спорті вищих досягнень, фізична реабілітація підлітків з первинною артеріальною гіпертензією засобами дозованих навантажень, стан здоров'я студентів медичного вузу.

## З біографії
Народився 13 квітня 1947 р. в м. Запоріжжя.
В 1972 році закінчив Запорізький медичний інститут.
У 1990 р. захистив кандидатську дисертацію: «Состояние центральной и регионарной гемодинамики у легкоатлетов-метателей в годичном цикле тренировочного процесса».
У 2007 р. захистив докторську дисертацію: «Діагностика граничних та патологічних станів при крайніх фізичних навантаженнях в олімпійському та професіональному спорті».
Нагороджений відзнакою Міністерства України у справах сім'ї, молоді та спорту «За активну громадську діяльність» (2008 р.).

## Науковий доробок
Автор 7-и патентів України, 3-х навчальних посібників з грифом МОН МС та близько 270 навчально-методичних та наукових робіт.
Основні публікації:
- Возможности эходопплеркардиографии, велоэргометрического тестирования и парных тропонинов I в диагностике метаболической кардиомиопатии у спортсменов // Materialele Congresului stiintific international «Sportul Olimpic si sportul pentru toti» Editia a XV-a. 12-15 septembrie 2011. Chisinau, Republica Moldova. −2011. -P.285-288.
- Новый подход в оценке функционального состояния спортсменов // Materialele Congresului stiintific international «Sportul Olimpic si sportul pentru toti» Editia a XV-a. 12-15 septembrie 2011. Chisinau, Republica Moldova. −2011. -P.283-285.
- Физические упражнения и артериальная гипертензия у подростков // Здоровье ребенка. −2011. -№ 4 (31). -С.113-116.